# 国際バラコンクール
世界各国で、優れたバラの新品種を競う品評会が行われている。消費者や愛好家にとっては、無数にあるバラの品種の評価を知るために有用と考えられて登場したコンクールが多い。評価方式や気候などがそれぞれ異なっている。以下に挙げるコンクールは、世界でもとくに権威の大きなコンクールである。バラのコンクールには、国内作出品種のみがエントリーできるコンクールも多数存在するが、本章ではとりわけ権威が大きな国際バラコンクール（さまざまな国・地域の販売業者や作出家がエントリーできる）について記述する。

## ヨーロッパの国際バラコンクール
現在世界のバラ開発の主流となっているモダン・ローズが生まれたヨーロッパ（特に西ヨーロッパ）では、最も権威が高く、多様な国際コンクールが実施されている。

### バガテルバラ新品種国際コンクール
フランスパリ郊外ブローニュの森にあるバガテル公園で毎年6月に実施されているバラの新品種コンクールである。世界最初のモダン・ローズとされるラフランスを作出したフランスでは、現在でも非常に多くの業者が新品種開発を実施していることから、そのフランス最高峰である本コンクールは世界で最も権威ある品評会の一つとされる。出品数が世界最多であることも、世界最高峰のコンクールとされる所以である。1907年に第1回大会が開催された、世界最古の国際新品種コンクールである。

### ロイヤル・ナショナル・ローズ・ソサエティ（RNRS)表彰
1876年に世界最初に設立されたバラ専門協会である英国王立バラ協会による新品種表彰である。英国王立バラ協会は、現在でも会員数世界最多のバラ協会であり、バガテルバラ新品種国際コンクールと並んで大きな権威のある品評会である。

### ADR賞
ドイツで実施される国際バラコンクールである。耐寒性や病虫害への強さに重きを置いた審査がなされる。他のいくつかのコンクール同様、バラの適応性を見るため個人庭園、道路脇、公園を中心にドイツ国内の11か所での試験をもとに選考される。病害虫への強さを重視するため、農薬など化学薬品を用いない栽培法を行うことが特徴的な品評会である。
白バラの名花でのちに世界バラ会議殿堂入りを果たしたアイスバーグ（1955年受賞）やピンク色のアンジェラ（1983年受賞）などを輩出している。

### バーデン・バーデン国際コンクール
ドイツ南部バーデン・ビュルテンベルク州の保養地バーデン・バーデンで行われる国際コンクールである。出品数世界第2位を誇る、ドイツ有数のコンクールである。ADR賞とは異なり、バーデン・バーデンでの栽培試験だけを用いて決定される。

### ジュネーブ国際バラ新品種コンクール
スイスのジュネーブで行われるコンクールで、バガテル、バーデン・バーデンにつぐ世界第3位の出品数を誇る。バガテルに類似して、市内にあるパルク・ラ・グランジュにて2年間の栽培試験を行い選考される。2009年からは、世界でも極めて希少な完全有機栽培による採点を実施している。またスイスの冷涼な気候に適したバラが入賞しやすい。

### ハーグ国際コンクール
オランダのハーグで実施されるコンクールである。比較的冷涼な気候を好むバラに適した品評会である。

### モナコ国際バラコンクール
毎年5月に行われる、グレース・ケリー妃設立のモナコ・ガーデニングクラブが運営する国際コンクール。地植えによる品評が主体の先発する多くのコンクールと異なり、鉢植えで評価がなされる点に大きな特徴がある。

### ローマ国際コンクール
イタリアのローマで実施される1933年に設立された新品種コンクールである。毎年最大2品種が受賞する。ヨーロッパのなかでは最も温暖な気候の地域で実施されることから、夏季の暑さに強いバラを見定めるのに適した品評会とされる。

### マドリード国際コンクール
スペインのマドリードで実施されるコンクールである。ローマ国際コンクールと同様に、温暖な気候に適したバラが入賞しやすい。

## 北米の国際バラコンクール
北米はヨーロッパに次ぐ作出の歴史をもつ。とくに大市場であるアメリカ合衆国において新種バラ開発が盛んである。

### AARS（オール・アメリカ・ローズ・セレクションズ）
1938年開始の北米最大の品評会である。全米25か所もの試験場で2年間栽培したうえで毎年5品種を選定する。ヨーロッパの各コンクールと比較して、格段に幅広い気候帯で試験が行われる。元々1930年代アメリカで無数の新品種が販売され、消費者・小売者にとって品質担保が困難であったことから開始されたという背景から、商業的な成功に直結する側面が強いコンクールである。
多くのバラ愛好家に親しまれてきた品種を多数輩出してきたコンクールであり、その影響力はバガテルやRNRS賞とならんで強い。

## アジア・オセアニアの国際バラコンクール

### JRC新品種コンテスト
世界バラ会連合公認のコンクールで、日本最大の新品種コンクールである。世界未発表のバラに出品が限られ、東京の調布にある神代植物公園において2年かけ栽培・品評がなされる。

### 国際香りのバラ新品種コンクール
新潟県の越後丘陵公園で実施されるコンクールである。アジア最初の世界的育種家となった鈴木省三の提案で、香りのカテゴリーに100点満点中30点が与えられる、香りを重視するコンクールである。2年間の栽培を経て受賞花が決定され、金賞獲得花中最高得点のものには国土交通大臣賞が贈られる。